# Cansın Kütüçoğlu
Cansın Kütüçoğlu (1 de mayo de 2006) es una deportista turca que compite en natación sincronizada. Ganó una medalla de bronce en los Juegos Europeos de Cracovia 2023, en la prueba combinación libre.

## Palmarés internacional
| Juegos Europeos | Juegos Europeos    | Juegos Europeos   | Juegos Europeos   |
| Año             | Lugar              | Medalla           | Prueba            |
| --------------- | ------------------ | ----------------- | ----------------- |
| 2023            | Oświęcim (Polonia) | Medalla de bronce | Combinación libre |